# 八町站
八町站（日语：／ Hatchō eki */?）是位於富山縣富山市八町，富山地方鐵道（地鐵）射水線的鐵路車站（廢站）。

## 歷史
- 1924年（大正13年）10月12日：越中電氣軌道富山北口站至四方站之間開通，此站啟用[1][2]。
- 1927年（昭和2年）2月13日：鐵路公司名稱改為越中鐵道。成為越中鐵道的車站[2]。
- 1943年（昭和18年）1月1日：隨著進行交通整合，成為富山地方鐵道射水線的車站[1][2]。
- 1969年（昭和44年）4月15日：列車交會設備被撤走[3][4]。
- 日期不詳：成為無人車站[5]。
- 1980年（昭和55年）4月1日：射水線廢除，此站也被廢除[1][2]。

## 車站構造
截至車站廢除前，此站是一座地面車站，設有1面1線的單式月台。月台在路軌的西邊（新港東口方向的列車會開啟左邊車門，舊下行線）。曾經此站設有2面2線的相對式月台，當時可進行列車交會。靠近站舍一方的月台（西邊）是下行線，對面月台（東邊）是上行線。後來對面月台在廢除交會設備後被撤走，但是月台仍然存在。
此站是無人車站。在有人車站時代，站舍已經被撤走。在月台西邊設有候車室。月台建設在彎道上。

## 車站周邊
- 國道8號（富山高岡繞道） - 道路在上方越過路軌[5]。
- 富山縣道205號練合宮尾線（日语：富山県道205号練合宮尾線）
- 八町簡易郵局

## 現狀
截至1997年（平成9年），於附近路軌遺址建設了兩線車線的大規模農道。從該道路的走線中可看出鐵路時代的大約情況。

## 相鄰車站
富山地方鐵道
射水線
八山－八町－布目

## 注腳
1. 1 2 3  《日本鐵道旅行地圖帳 全線全站全廢線 6 北信越》（監修：今尾惠介，新潮社，2008年10月發行）34頁
2. 1 2 3 4  （JTB出版，2010年4月發行）211-212頁
3. ↑  《RM LIBRARY 107 富山地鐵笹津・射水線》（著：服部重敬，NEKO PUBLISHING，2008年7月發行）35頁
4. ↑  （著：寺田裕一，NEKO PUBLISHING，2010年12月發行）49-52頁
5. 1 2 3 4 5 6 7 8 9  《RM LIBRARY 107》38,41頁
6. ↑  （JTB出版，1997年5月發行）108頁

## 相關項目
- 日本鐵路車站列表 Ha